# Tomasz Peta
Tomasz Bernard Peta (russo: Томаш Бернард Пэта) (Inowrocław, Polônia, 20 de agosto de 1951) é o atual Arcebispo Católico da Arquidiocese Metropolitana de Santa Maria, na cidade de Astana, e Presidente da Conferência Episcopal do Cazaquistão desde 19 de maio de 2003. Ele fala os idiomas polonês, russo e cazaque e é cidadão do Cazaquistão.

## Sacerdócio
Em 5 de junho de 1976, foi ordenado sacerdote pela diocese de Gniezno. Ele começou seu trabalho no Cazaquistão em 21 de agosto de 1990 na paróquia de Maria - Rainha da Paz no vilarejo de Lakeside Tayynshinsky, região do Norte do Cazaquistão. Em 6 de agosto de 1999, o Papa João Paulo II o nomeou Administrador Apostólico em Astana. Em 19 de março de 2001, por decisão da Santa Sé, Peta foi ordenado bispo. Em 17 de maio de 2003, o Papa elevou a Administração Apostólica em Astana ao nível de Arquidiocese intitulada Arquidiocese de Santa Maria em Astana. Então, em 16 de junho de 2003, Tomasz Peta foi nomeado   Arcebispo da Arquidiocese Metropolitana de Santa Maria em Astana. Em 19 de maio de 2003, foi eleito Presidente da Conferência dos Bispos do Cazaquistão. Em 1º de abril de 2008, o Papa Bento XVI ingressou Tomasz Peta na Congregação para o Clero.

## Declaração de Verdades
Em 10 de junho de 2019, Peta, junto com os cardeais Raymond Leo Burke e Jānis Pujats, além do bispo auxiliar de Astana Athanasius Schneider e do arcebispo de Kazach, Jan Paul Lenga, publicou uma "Declaração das Verdades" de 40 pontos alegando reafirmar o ensino tradicional da Igreja. Os bispos escreveram que tal declaração era necessária em uma época de "confusão doutrinária e desorientação quase universal". Passagens específicas na declaração estão implicitamente relacionadas a vários escritos do Papa Francisco. A declaração afirma que "a religião nascida da fé em Jesus Cristo" é a "única religião positivamente desejada por Deus", aparentemente aludindo a um documento assinado pelo Papa Francisco em 4 de fevereiro denominado "Fraternidade Humana" que afirmava que a "diversidade das religiões é querido por Deus". Após as recentes mudanças no Catecismo para se opor à pena de morte, a declaração afirma que a Igreja "não errou" ao ensinar que as autoridades civis podem "legalmente exercer a pena de morte" quando for "verdadeiramente necessário" e para preservar a "ordem justa das sociedades".